# Мрзим овај град
Мрзим овај град је музички албум крагујевачке панк групе Човек без слуха, издат 1998. године у издавачкој кући Чешњак рекордс.

## Списак песама
1. Мефисто
2. Ја или ...
3. Бајка
4. Будим се
5. Перон 2
6. Добро је
7. Кроз моју главу
8. Проблем
9. Да ли сам у праву (бонус)